# Michał Krawczyk (poeta)

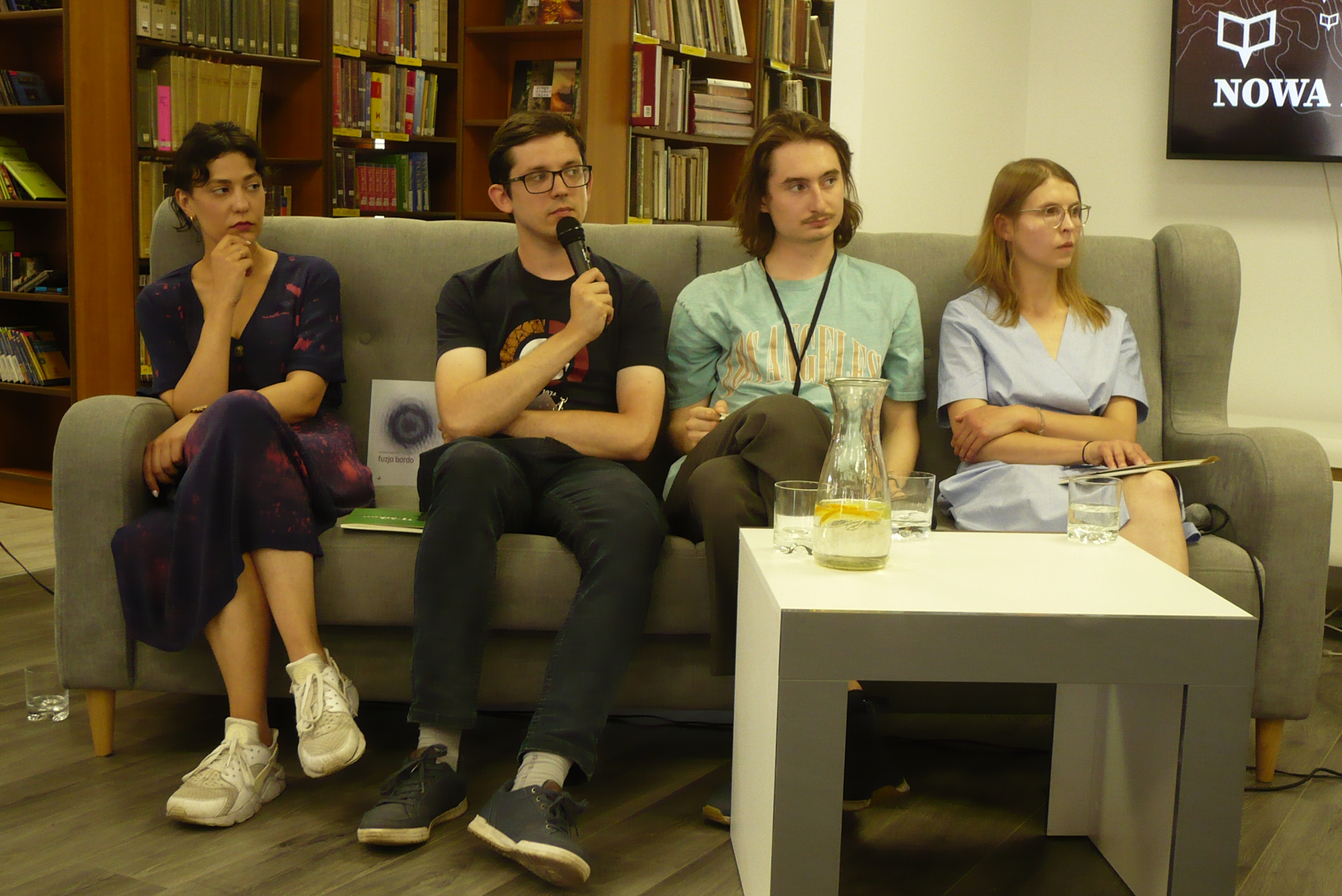
Michał Krawczyk (drugi od L), IX Festiwal Góry Literatury, 2023

Michał Krawczyk (ur. 1990) – polski poeta i eseista.
Absolwent filozofii w ramach Międzywydziałowych Indywidualnych Studiów Humanistycznych Uniwersytetu Wrocławskiego. Za debiutancki tom Ekspansja ech (Instytut Mikołowski, 2021) został nominowany do Wrocławskiej Nagrody Poetyckiej Silesius 2022 w kategorii debiut roku oraz zdobył wyróżnienie w XVIII Ogólnopolskim Konkursie Literackim im. Artura Fryza 2022 na najlepszy poetycki debiut książkowy roku. Laureat III nagrody XIV Ogólnopolskiego Konkursu Literackiego im. Stanisława Grochowiaka 2020, II nagrody XXVIII Ogólnopolskiego Konkursu Poetyckiego im. Rafała Wojaczka 2020 i nagrody 28. Ogólnopolskiego Turnieju Poetyckiego „Autoportret Jesienny” 2019. Autor książki eseistycznej Nice, cosie i duchy. Eseje o sztuce (Pewne Wydawnictwo, 2021). Publikował m.in. w Akcencie, Kontencie, Odrze i Twórczości. Mieszka w Jeleniej Górze.